# Vamba
Vamba (šp. Wamba) je bio vizigotski kralj u Hispaniji između 672. i 680. godine. Sama riječ „vamba“ znači „veliki trbuh“ na gotskom i po svoj prilici je bio nadimak, a ne ime.

## Izbor za kralja
Nakon Rekesvintove smrti, vizigotsko prijestolje je ostalo bez vladara. Iako su još od 633. godine vizigotski kraljevi nisu birali prema nasljednom pravu, uvijek je nasljednik ili bio tijesno vezan za samog monarha ili bi monarh prije svoje smrti već odredio svog nasljednika. Rekesvint nije uradio ni jedno ni drugo, pa se po prvi put dogodilo da se treba primijeniti elektoralni sistem kako bi vizigotska kraljevina dobila monarha.
Julijan Toledski je u svom djelu „Povijest kralja Vambe“ (Historia Rebellionis Pauli adversus Wambam) detaljeno opisao dan kada je Vamba izglasan za kralja. Odmah nakon Rekesvintove smrti, ugledni ljudi i službenici su su jednoglasno tražili Vambu za novog kralja. Kada su ga našli, bacili su se na koljena moleći ga da stupi na prijestolje, ali je prvotno on to odbio. No, nakon prijetnji smrću jednog grofa, visokog vojnog vođe, ipak je pristao.

## Ratovi
Nekoliko tjedana nakon što je okrunjen 672. godine, Vamba se morao suočiti s ustankom Hilderika, koji je pretendirao na prijestolje. Njega su podržavali megalonski biskup Gunhild, kao i velika grupa Židova koji su ustali protiv antsemitskih progona. Vamba je poslao Flavija Paula, hispanoromanskog vojvodu kako bi ugušio ustanak. Ali, kad je stigao u Narbon, Flavije Paul je otkazao poslušnost Vambi i sam postao pobunjenik, a njegove trupe su ga proglasile kraljem. Uskoro su se dvije pobunjeničke grupe udružile. Potim je Flavije Paul poslao izaslanike Baskima kako bi ih nagovorio na pobunu. To je natjeralo Vambu da sam osobno povede vojsku u zapadne Pirineje i pokori Baske.
Nekoliko tjedana potom, pobunjeni Flavije Paul bio je okrunjen zlatnom krunom koju je pokojni kralj Rekared poklonio crkvi u Gironi. Nakon toga, vizigotski gradovi u Galiji i u velikom dijelu sejveroistočne Hispanije prešli su na Paulovu stranu. Pobuna je dobivala sve više maha s plemićima koji su se suprotstavljali Vambi, organizirali velike vojske koje su tukle kraljevsku vojsku na bojnom polju. U međuvremenu, židovske ustaničke grupe pobile su plemiće koji su bili odani kralju.
Kao odgovor, Vamba je krenuo u pohod na provincije Hispanija Tarakonensis i Narbonsku Galiju, gdje je bilo središte ustanka, i u roku od nekoliko dana povratio većinu gradova koje su zauzeli ustanici.
Godine 673. Vamba je postavio opsadu tvrđave kod grada koji se danas zove Collioure i koji je bio najvažnija strateška luka smještena u najjužnijem dijelu Francuske. Ovom pobjedom, pobunjenici su bili odsječeni od svojih saveznika, židovskih trgovaca i muslimanskih gusara.
Kada je Vamba krenuo na Narbon, Paul je postavio vojskovođu Vitimera u rukovođenju obrane, a on sam se povukao u Nimes. Ali, Vambine snage su brzo osvojile Narbon, a potom i Nimes 3. rujna 673. godine. Paul se predao kao i druge pobunjeničke vođe, koji su bili izvedeni pred sud i osuđeni na skalpiranje i doživotni zatvor.
Kada je ustanak ugušen, Židovi iz Narbona su bili iste godine prognani. Također su prognani i Židovi koji nisu htjeli prijeći na kršćanstvo kao kazna zato što su podržali ustanak.
Potom je uslijedilo razdoblje mira, a Vamba je to iskoristio i obnovio rimske zidine oko Toleda (674.) Također je utvrdio druge gradove, kao što su Ondarabia (Fuenterabia), malo selo u Baskiji na granici s Francuskom.
Tijekom svoje vladavine, Vamba je podčinio Asture i Rukone (Lugone) i priključio ih novoj provinciji. Asturi i Rukoni su se borili protiv vizigotske dominacije još od 5. stoljeća, kada su Vizigoti stigli na Iberijski poluotok.
Međutim, pojavili su se novi neprijatelji na vratima Vizigotskog carstva, Saraceni. Kronika Alfonsa III. govori o napadu Saracena s 270 brodova koji su svi do jednog bili spaljeni. S jedne strane, malo je vjerojatan napad ovakvih razmjera, a s druge strane, ni jedan drugi izvor ga ne spominje. Međutim, sasvim je moguće da je bilo manjih saracenskih napada ovog tipa. Kronika iz 754. godine, koja daje detaljan opis Vambine vladavine, govori o tome kako su „Mauri već duže vrijeme napadali Andaluziju i uništavali mnoge gradove“.
Zakonici i dekreti iz tog vremena potvrđuju da je mir i sigurnost kraljevine je bila sve uzdrmanija kako su saracenski napadi postajali sve češći. Vamba je na primjer, izdao dekret kojim se naređuje da svi podanici kraljevstva, bez obzira na vjeru, pa čak i ako pripadaju svećenstvu, moraju braniti zemlju od vanjskih napadača. Ovaj zakon je napravljen u cilju sprječavanja dezerterstva. Dio zakona glasi: „Jer, kad god neprijatelj napadne provincije našeg kraljevstva (...) mnogi koji žive na granici (...) nestanu...“ Ovaj tekst također dokazuje da su napadi bili i te kako česti.
Da je dezerterstvo bilo ozbiljan problem u Vizigotskoj kraljevini govori drugi Vambin proglas kojim se oslobađaju robovi kako bi se popunili vojni redovi. Ovo također govori o slabom odazivu dobrovoljaca među Hispanorimljanima koji su činili glavninu stanovništva kojim su vladali vizigotski plemići.
Tijekom građanskog rata koji je djelomično izazvan pokušajima uvođenja reforme u strukturu vojske, Vamba je bio otrovan u Pamplijegi, mjestu blizu Burgosa, po Erviginoj naredbi. Ova zavjera je izvršena uz pomoć Julijana Toledskog, koji je nakon toga postao duhovni vođa vizigotske crkve u znak zahvalnosti za svoje zasluge. Međutim, Julijan je sačuvao sjećanje na Vambu napisavši knjigu „Povijest kralja Vambe“ (lat. Historia Wambae regís).
Od Vambine smrti pa do potpune propasti Vizigotskog kraljevstva 711. godine, kraljevstvo su potresali unutrašnji sukobi i borbe za vlast.